# یوجین میر
یوجین اسحاق مِـیر (به انگلیسی: Eugene Isaac Meyer) (زاده ۳۱ اکتبر ۱۸۷۵ – درگذشته ۱۷ ژوئیه ۱۹۵۹)، سرمایه‌گذار آمریکایی، ناشر روزنامه و اولین رئیس بانک جهانی از ژوئن ۱۹۴۶ تا دسامبر ۱۹۴۶ بود. او ناشر روزنامه واشینگتن پست بود. او به عنوان پنجمین رئیس بانک فدرال ایالات متحده از سال ۱۹۳۰ تا ۱۹۳۳ خدمت کرده‌است.

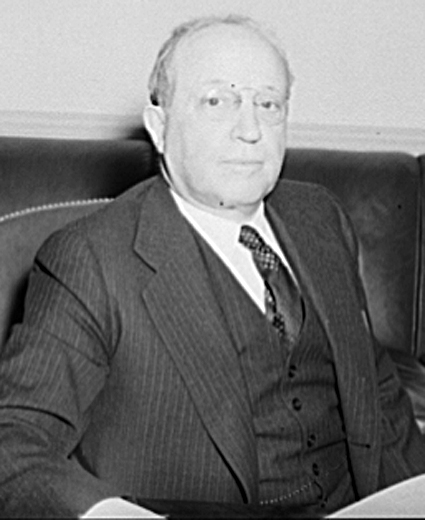